# Carl von Haynau
Wilhelm Carl Freiherr von Haynau (* 24. Dezember 1779 in Hanau; † 21. Januar 1856 in Kassel) war ein kurhessischer Generalleutnant.

## Leben

Wappen der Freiherren von Haynau

Carl von Haynau war ein natürlicher (unehelicher) Sohn des Kurfürsten Wilhelm I. und dessen zweiter Mätresse, Rosa Dorothea Ritter. Er trat früh ins Militär ein und wurde 1847 nach langjähriger Dienstzeit im hessischen Heer aus Altersgründen als Generalleutnant pensioniert. Während der Verhängung des Kriegsrechtes in Kurhessen wurde er im Herbst 1850 als Offizier reaktiviert und zum Oberbefehlshaber der kurhessischen Armee ernannt, nach kurzer Dienstzeit jedoch wieder aus dem Militärdienst entfernt. Er starb am 21. Januar 1856 in Kassel.

### Oberbefehlshaber der kurhessischen Armee 1850
Als sich während des Versuchs des Kurfürsten Friedrich Wilhelm 1850, die Verfassung zu suspendieren, kein anderer höherer Offizier fand, der das vom Ministerium Hassenpflug über das Land verhängte Kriegsrecht militärisch durchzusetzen bereit war, wurde Carl von Haynau am 30. September 1850 reaktiviert und zum Oberbefehlshaber der kurhessischen Armee ernannt. Eine Proklamation an die Soldaten und eine Ansprache an die Offiziere am 4. Oktober 1850 waren seine ersten Amtshandlungen. 
Der Versuch, die Ausnahmegesetze durch Verhaftungen, Maßregeln gegen die Presse und Auflösung der Bürgerwehr zu vollziehen, hatte zur Folge, dass der Landständische Ausschuss, der die Rechte des kurhessischen Parlaments, der „Stände“, während der sitzungsfreien Zeit wahrnahm, eine Klage wegen Verfassungsverletzung und Hochverrats gegen Carl von Haynau einreichte, der das Generalauditoriat (Generalstaatsanwalt) auch stattgab. Vergeblich suspendierte Carl von Haynau daraufhin das für die Verhandlung der Anklage zuständige Oberappellationsgericht und richtete an die Offiziere eine neue Aufforderung zum Gehorsam. Diese aber hatten einen Eid nicht nur auf den Kurfürsten, sondern auch auf die Verfassung geleistet – eine einmalige Konstellation im Deutschland des 19. Jahrhunderts. Um nicht eidbrüchig zu werden, reichte die ganz überwiegende Mehrheit daraufhin am 9. Oktober 1850 Entlassungsgesuche ein. Dieser „Generalstreik“ des Offizierscorps machte das kurhessische Militär handlungsunfähig. 
Um die Konterrevolution zu retten, rief der Kurfürst die Bundesversammlung um Hilfe an, die insbesondere bayerische Besatzungstruppen nach Kurhessen entsandte, die so genannten „Strafbayern“. Durch diese Vorgänge war Carl von Haynau vollständig desavouiert, wurde wieder aus dem Dienst entfernt und trat erneut ins Privatleben über.

### Freimaurerei
Carl von Haynau war Mitglied der Freimaurerlogen Zur vollkommenen Eintracht und Freundschaft in Kassel, Marc Aurel zum flammenden Stern in Marburg sowie Wilhelmine Caroline in Hanau und bis zum Verbot der Freimaurerei in Kurhessen im Jahr 1824 substituierter Großmeister der Großen Mutterloge von Kurhessen.

## Familie

### Ehen und Nachkommen
Carl von Haynau war viermal verheiratet:
⚭ (I.) 24. Dezember 1803 in Ansbach mit Karoline von Schack (1785–1807), Tochter des preußischen Generalmajors Friedrich Ludwig von Schack
- Eduard (1804–1863), ebenfalls kurhessischer General und Kriegsminister

⚭ (I.) 1831 Natalie von Baumbach (1809–1840)
⚭ (II.) 1841 Thekla von Baumbach (1812–1882)
⚭ (II.) 24. Dezember 1808 in Hanau mit Luise Buderus von Carlshausen (1787–1813), Tochter von Carl Friedrich Buderus von Carlshausen
- Emilie (1809–1836) ⚭ Friedrich von Bardeleben
- Gustav (1811–1837) Kurhessischer Leutnant ⚭ Hedwig Freiin von Hanstein-Unterstein (1814–1877)

⚭ (III.) 3. Juni 1818 mit Sophie Frederike Karoline von Lengerke (1798–1820), Tochter des Georg Emanuel von Lengerke
⚭ (IV.) 30. Januar 1822 in Kassel mit Elisabeth Marie Susanne Christiane von Trott zu Solz (1793–1844), Tochter des Wilhelm Walrab Friedrich von Trott zu Solz
- Luise (1822–1826)
- Charlotte (1823–1904) ⚭ 2. Februar 1860 Jérome Napoleon von Schlotheim (1809–1882), Herr auf Kornaty
- Kathinka (1824–1866) ⚭ 1848 Christian von Cornberg (1816–1882), Kurhessischer Oberstleutnant im Regiment Garde du Corps

### Verwandte
Der österreichische General Julius von Haynau (1786–1853) war sein Bruder.